# Theodora Kantakouzena
Theodora Kantakouzena (1340 – po 1390) byla manželkou císaře Alexia III. Trapezuntského.

## Rodina
Theodora je považována za dceru sebastokratora Nikephora Kantakouzena. Podle dějin jejich příbuzného Jana VI. Kantakuzena, byl Nikephoros v roce 1341 v občanské válce proti Janovi VI. na příkaz Alexia Apokauka, jednoho z hlavních rádců Anny Savojské, zatčen. Nikephoros byl později propuštěn a v 50. letech, kdy se stal sebastokratorem, vládl v Adrianopoli. Donald Nicol tvrdí, že Nikephoros byl bratrancem císaře Jana VI. Identita Theodořiny matky je neznámá.

## Manželství
Když byl sesazený trapezuntský císař Michal poslán do Konstantinopole, doprovázel ho tatas Michael Sampson, který měl za úkol nalézt vhodnou manželku pro nového vládce Alexia III. Donald Nicol předpokládá, že byzantský císař Jan VI. řídil hledání, "protože nalezená žena byla dcerou jeho bratrance." Do trapezuntského císařství dorazila 3. září 1351 a za Alexia III. se provdala 28. září. Svatba se konala v nově přestavěném kostele Hagios Eugenios. Ženich měl za týden oslavit třinácté narozeniny.
Alexios zemřel 20. března 1390 a Theodora odešla do kláštera v Konstantinopoli.
Měli spolu sedm dětí:
- Anna Trapezuntská (1357 - po 1406), manželka Bagrata V.
- Basil Trapezuntský (září 1358–1377)
- Manuel III. Trapezuntský (1364–1417)
- Eudokia Trapezuntská
- dcera, která se provdala za chalybijského emíra Sulejmána Bega
- dcera, která se provdala za erzincanského emíra Mutahhartena
- dcera, která se provdala za Qaru Osmana